# Oberpfälzer Wald
Oberpfälzer Wald (tjeckiska: Český les) är ett bergsområde söder om Fichtelgebirge samt norr om Bayerischer Wald vid gränsen mellan Tyskland och Tjeckien.
Regionen är ungefär 100 km lång och kännetecknas av djupa dalgångar, borgar, ruiner och avlägsna kyrkobyggnader. Under medeltiden fanns ett stort antal smedjor i Oberpfälzer Wald och därför röjdes större skogsavsnitt. Borgarna byggdes huvudsakligen mellan 1000-talet och 1200-talet.
Regionens högsta topp Čerchov (tyska: Schwarzkopf) med en höjd på 1 042 meter över havet ligger i Tjeckien.

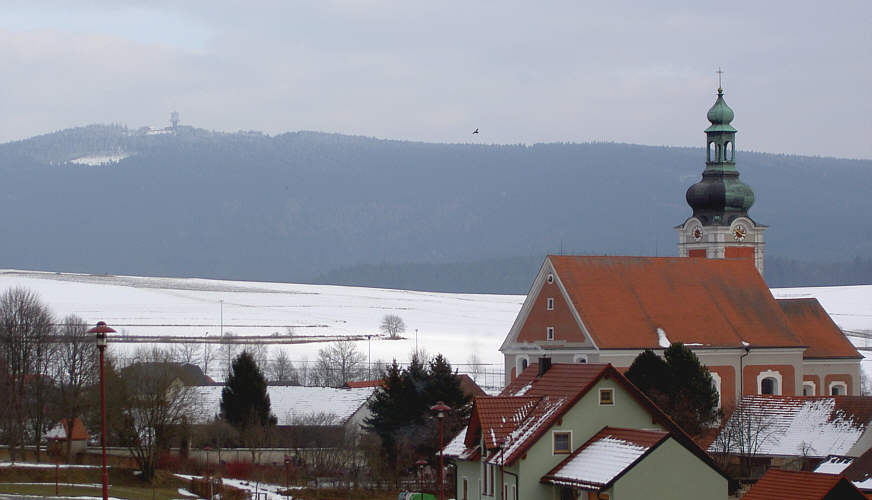
Neualbenreuth med vy mot berget Dyleň
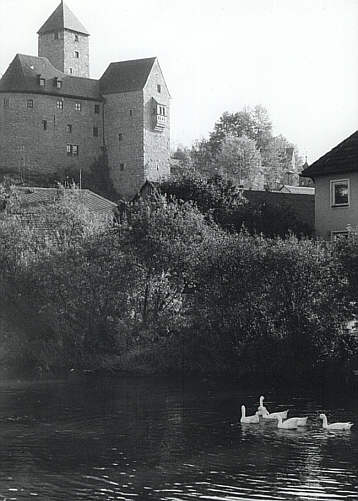
Burg Falkenberg
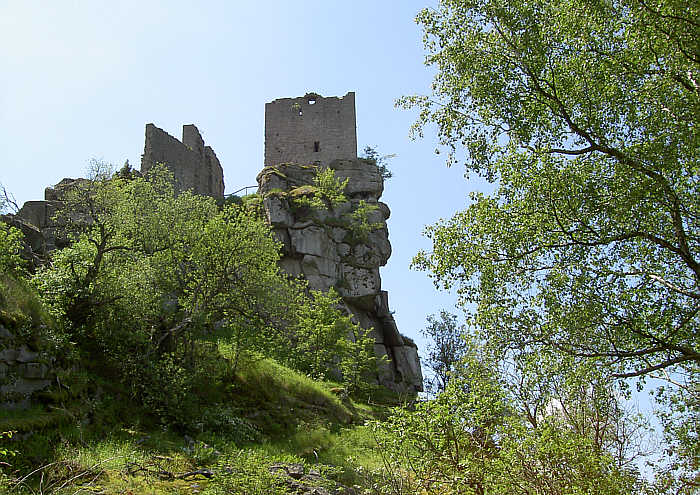
Borgruin Flossenbürg